# ホット・ショット (テレビドラマ)
『ホット・ショット』（原題：籃球火）は台湾のテレビドラマ。
2008年7月27日から2008年11月9日まで台湾の八大電視台で放送された。日本では2009年4月1日から2009年6月19日までアジアドラマチックTV★So-netで放送された。また、2009年8月5日・名古屋テレビ、8月6日・TOKYO MX、8月31日・KBS京都の地上波で吹替え版が順次放送された。
台湾では16話だが、日本では字幕版が24話、吹替え版が20話に再編集された。

## エピソード・サブタイトル
全24話
| 各話   | サブタイトル         | 放送日        |
| ------ | -------------------- | ------------- |
| 第1話  | バスケの天才         | 2009年4月1日  |
| 第2話  | ワン・オン・ワン対決 | 2009年4月3日  |
| 第3話  | もう一度勝負だ       | 2009年4月8日  |
| 第4話  | 霹靂大バスケ部 始動! | 2009年4月10日 |
| 第5話  | 初めての試合         | 2009年4月15日 |
| 第6話  | トラブルメーカー     | 2009年4月17日 |
| 第7話  | 新しい友情           | 2009年4月22日 |
| 第8話  | 県大会の初戦         | 2009年4月24日 |
| 第9話  | 3人の友情            | 2009年4月29日 |
| 第10話 | お前が好きだ         | 2009年5月1日  |
| 第11話 | 男たちの決闘         | 2009年5月6日  |
| 第12話 | 冬休みの大特訓       | 2009年5月8日  |
| 第13話 | ぬぐい去れない記憶   | 2009年5月13日 |
| 第14話 | エースキラー         | 2009年5月15日 |
| 第15話 | 球魁の正体           | 2009年5月20日 |
| 第16話 | 因縁の対決           | 2009年5月22日 |
| 第17話 | 見返りは求めない     | 2009年5月27日 |
| 第18話 | エースの真価         | 2009年5月29日 |
| 第19話 | 東方朔の陰謀         | 2009年6月3日  |
| 第20話 | それぞれの決断       | 2009年6月5日  |
| 第21話 | 新たなるメンバー     | 2009年6月10日 |
| 第22話 | 彼女のためなら       | 2009年6月12日 |
| 第23話 | 友情の証             | 2009年6月17日 |
| 第24話 | 勝利の行方           | 2009年6月19日 |

### キャスト
| 役名                                        | 俳優名                          | 吹替え声優 |
| ------------------------------------------- | ------------------------------- | ---------- |
| トンファン・シャン （東方翔）               | 言承旭 （ジェリー・イェン、F4） | 小西克幸   |
| ユエン・ターイン （元大鷹）                 | 羅志祥 （ショウ・ルオ）         | 浪川大輔   |
| ウージー・ズン （無極尊）                   | 呉尊 （ウーズン、飛輪海）       | 谷山紀章   |
| ジャン・ジエル （湛潔兒） チウクイ （球魁） | 周采詩 （チョウ・ツァイシー）   | 嶋村侑     |
| リー・イン （李贏）                         | 蔣怡 （ココ・チャン）           | 永木貴依子 |
| トゥー・フェイ （杜飛）                     | 張雁名 （エンソン・チャン）     | 前野智昭   |
| ウージー・ウェイ （無極威）                 | 胡宇威 （ジョージ・フー）       |            |
| リー・ツーピン （李子平）                   | 顧寶明 （クー・パオミン）       | 後藤哲夫   |
| ツァン （殘）                               | 張勛傑 （マイケル・チャン）     |            |
| ジー・シャオユン （齊嘯雲）                 | 林伯彥 （リン・ボーエン）       |            |
| ジー・シャオユイ （齊嘯雨）                 | 林祺泰 （リン・チータイ）       |            |
| トンファン・スオ （東方朔）                 | 王俠 （ワン・シア）             |            |
| トンファン・シュー （東方旭）               | 趙樹海 （チャオ・シューハイ）   |            |

### スタッフ
- 監督 - 林合隆（リン・ハーロン）
- 製作 - 陳芷涵、馮家瑞
- プロデューサー - 王信貴、王傳仁
- 企画 - 黃家新

### 主題歌
オープニングテーマ
- 『箇中強手/HOT SHOT』

歌 - 羅志祥（ショウ・ルオ）
エンディングテーマ
- 『一半/二分の一』

歌 - 言承旭（ジェリー・イェン）

## ソフトウェア

### CD
販売元：ソニー・ミュージックジャパンインターナショナル
- 「HOT SHOT CODE〜籃球火音樂聖典」（2009年5月27日）

### DVD
販売元：ジェネオン・ユニバーサル・エンターテイメント
- 「ホット・ショット DVD-BOX I」（2009年12月2日）
- 「ホット・ショット DVD-BOX II」（2009年12月23日）

## 日本国内放送局
| 放送地域   | 放送局                      | 放送期間                      | 放送日時                                                                   | 放送系列       |
| ---------- | --------------------------- | ----------------------------- | -------------------------------------------------------------------------- | -------------- |
| 中京広域圏 | 名古屋テレビ                | 2009年8月5日 - 2010年1月20日  | 毎週水曜 25時59分 - 26時54分                                               | テレビ朝日系列 |
| 東京都     | TOKYO MX                    | 2009年8月6日 - 2010年1月3日   | 〜8話 毎週木曜 22時00分 - 22時55分 9話〜 毎週日曜 20時00分 - 20時55分      | 独立UHF局      |
| 京都府     | KBS京都                     | 2009年8月31日 - 2010年1月18日 | 毎週月曜 23時00分 - 23時55分                                               | 独立UHF局      |
| 日本全域   | アジアドラマチックTV★So-net | 2009年4月1日 - 6月19日        | 毎週水曜・金曜 12時00分 - 13時02分 19時30分 - 20時32分 25時00分 - 26時02分 | CS放送         |
| 日本全域   | DATV                        | 2010年3月27日 - 6月12日       | 毎週土曜 10時00分 - 12時00分                                               | CS放送         |
| 日本全域   | フジテレビNEXT              | 2010年8月1日 - 10月31日       | 毎週日曜 12時00分 - 13時40分                                               | CS放送         |